# NGRN
NGRN (англ. Neugrin, neurite outgrowth associated) – білок, який кодується однойменним геном, розташованим у людей на 15-й хромосомі. Довжина поліпептидного ланцюга білка становить 291 амінокислот, а молекулярна маса — 32 408.
| 10         |  | 20         |  | 30         |  | 40         |  | 50         |
| ---------- |  | ---------- |  | ---------- |  | ---------- |  | ---------- |
| MAVTLSLLLG |  | GRVCAAVTRC |  | GFATRGVAGP |  | GPIGREPDPD |  | SDWEPEEREL |
| QEVESTLKRQ |  | KQAIRFQKIR |  | RQMEAPGAPP |  | RTLTWEAMEQ |  | IRYLHEEFPE |
| SWSVPRLAEG |  | FDVSTDVIRR |  | VLKSKFLPTL |  | EQKLKQDQKV |  | LKKAGLAHSL |
| QHLRGSGNTS |  | KLLPAGHSVS |  | GSLLMPGHEA |  | SSKDPNHSTA |  | LKVIESDTHR |
| TNTPRRRKGR |  | NKEIQDLEES |  | FVPVAAPLGH |  | PRELQKYSSD |  | SESPRGTGSG |
| ALPSGQKLEE |  | LKAEEPDNFS |  | SKVVQRGREF |  | FDSNGNFLYR |  | I          |

A: Аланін

C: Цистеїн

D: Аспарагінова кислота

E: Глутамінова кислота

F: Фенілаланін

G: Гліцин

H: Гістидин

I: Ізолейцин

K: Лізин

L: Лейцин

M: Метіонін

N: Аспарагін

P: Пролін

Q: Глутамін

R: Аргінін

S: Серин

T: Треонін

V: Валін

W: Триптофан

Кодований геном білок за функціями належить до білків розвитку, фосфопротеїнів. 
Задіяний у таких біологічних процесах, як диференціація клітин, нейрогенез, альтернативний сплайсинг. 
Локалізований у ядрі.
Також секретований назовні.